# Chemins de fer Prince Henri

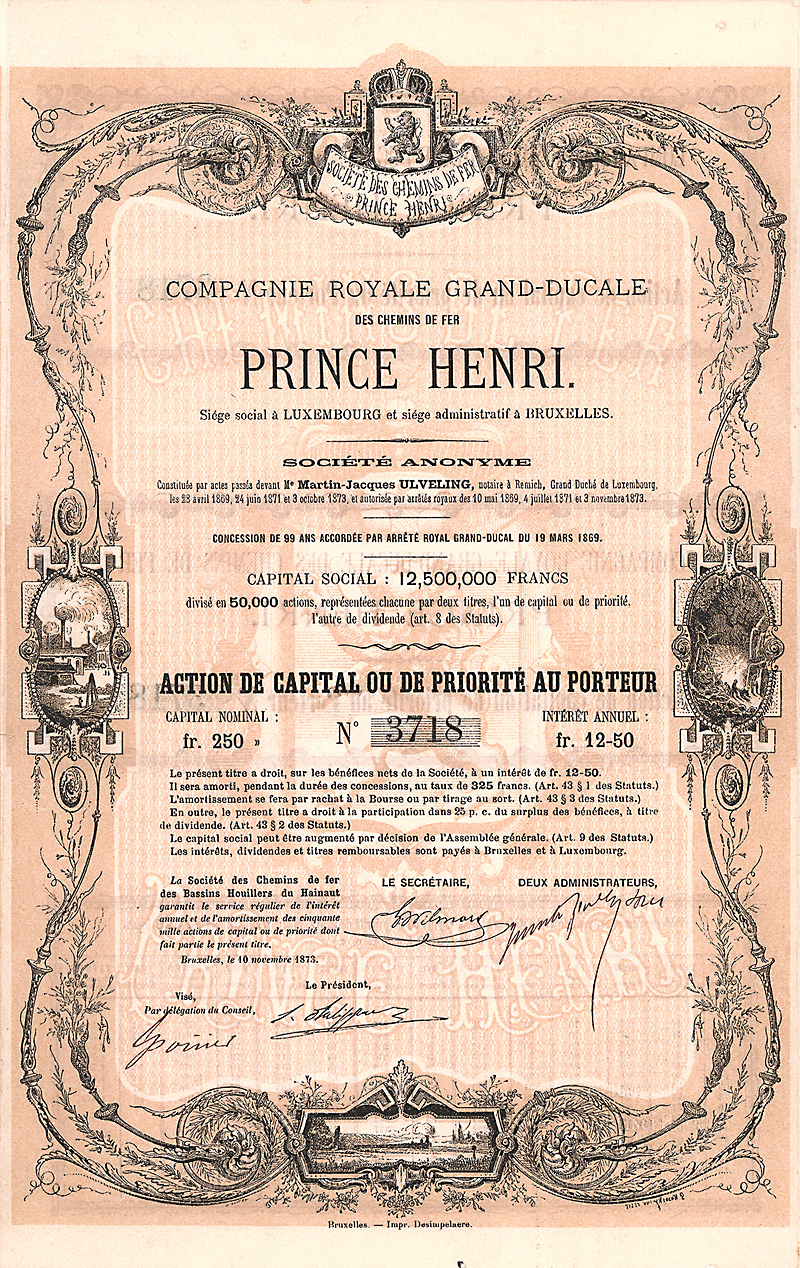
Aktie über 250 lfr der Cie. Royale Grand-Ducale des C.d.F. Prince Henri S.A. vom 10. November 1873

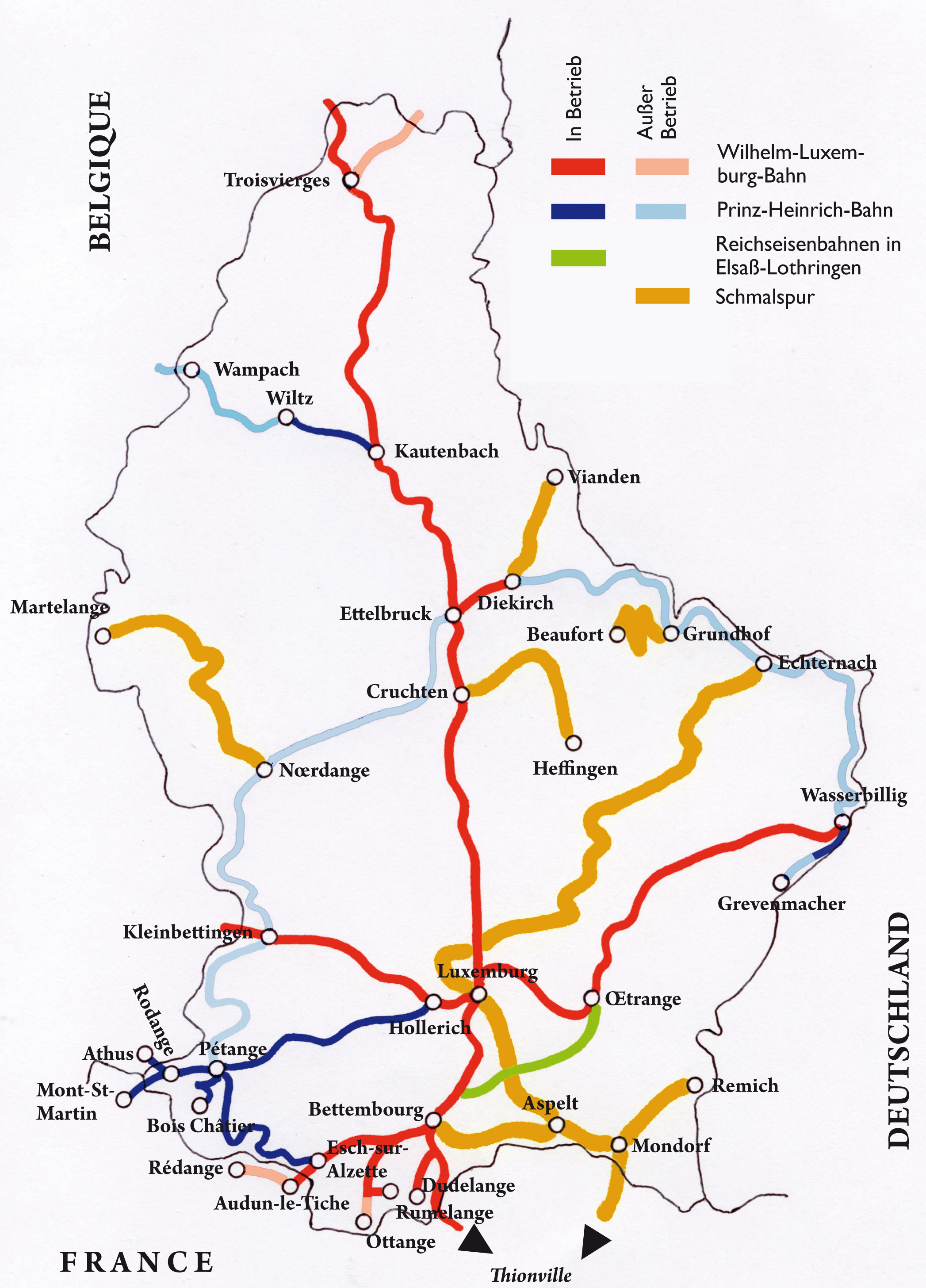
Streckennetz im Großherzogtum Luxemburg; Strecken der Prinz-Heinrich-Bahn: blau

Die Chemins de fer Prince Henri (deutsch: Prinz-Heinrich-Eisenbahn, Abkürzung PH) war eine private Eisenbahngesellschaft in Luxemburg. 1869 gegründet bestand sie bis in den Zweiten Weltkrieg.

## Name
Die Prinz-Heinrich-Eisenbahngesellschaft ist nach Prinz Heinrich von Oranien-Nassau, dem Bruder des niederländischen Königs und Großherzogs von Luxemburg, Wilhelm III. (1849–1890) benannt. Er war Statthalter für seinen Bruder im Großherzogtum. Nach dem König-Großherzog Wilhelm war bereits die ältere Wilhelm-Luxemburg-Bahn (GL) benannt.

## Vorgeschichte

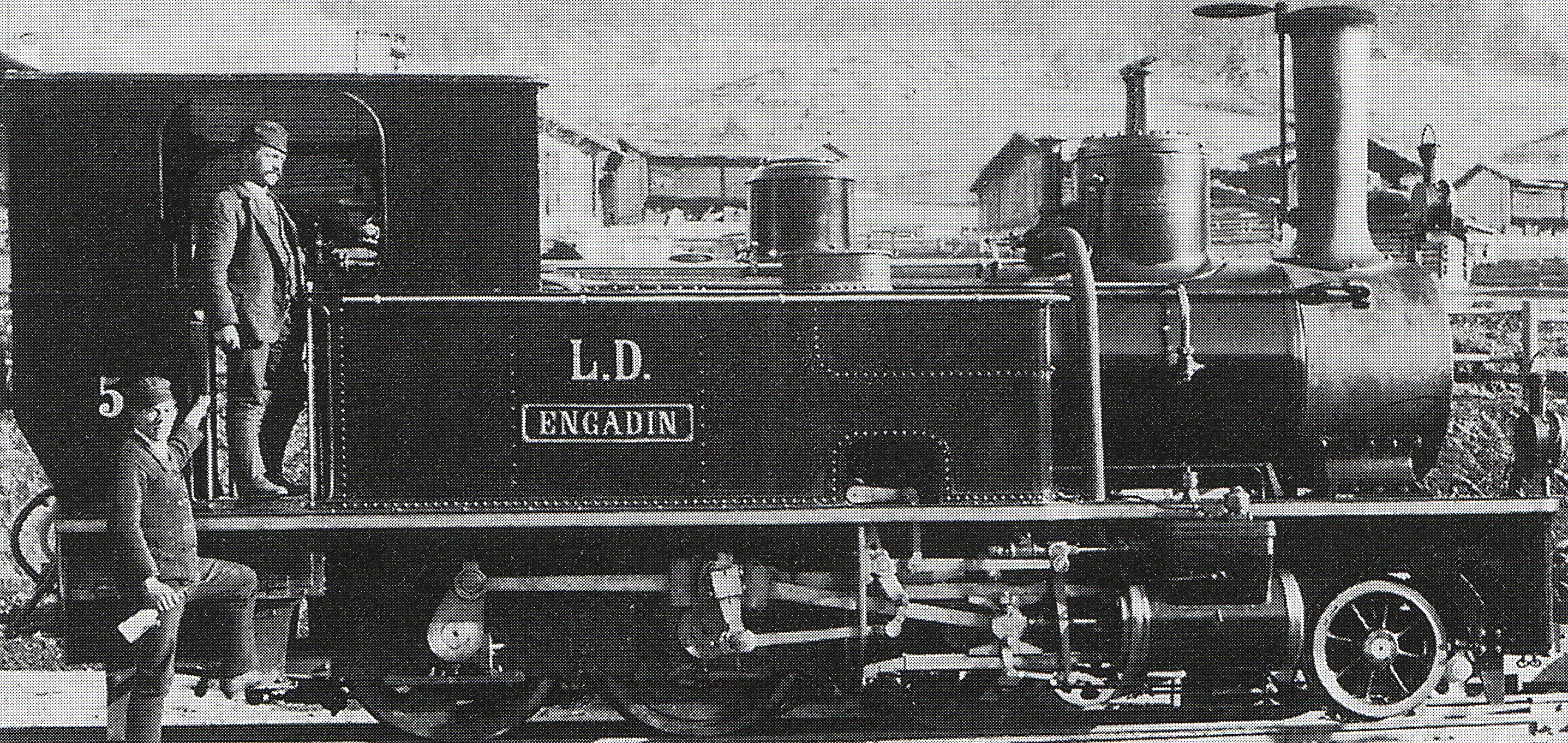
Lokomotive Nr. 55 aus zweiter Hand 1917 an die Prinz-Heinrich-Bahn, 1954 ausgemustert

In Luxemburg gab es in der zweiten Hälfte des 19. Jahrhunderts divergierende Verkehrsinteressen. Mit der Wilhelm-Luxemburg-Eisenbahngesellschaft war 1857 eine erste Bahngesellschaft in Luxemburg gegründet worden, die ihre Aufgabe darin sah, in der Hauptstadt Luxemburg ein Drehkreuz für mehrere – letztendlich europäische – Verkehrswege zu schaffen. Der Hauptbahnhof der Stadt Luxemburg bildet dabei noch heute den Schnittpunkt.
Anders waren die Interessen der damals dominierenden Stahlindustrie – vor allem im Südwesten und Süden des Landes. Sie benötigte leistungsfähige Bahnstrecken zwischen Gruben und Werken, für den Transport von Erz, Kohle und Stahl. Die Stahlindustrie fand zudem die Tarife der Wilhelm-Luxemburg-Bahn zu hoch. Aus dieser Unzufriedenheit entwickelte sich die Initiative, aus der heraus die Prinz-Heinrich-Bahn gegründet wurde.

## Erste Prinz-Heinrich-Eisenbahngesellschaft

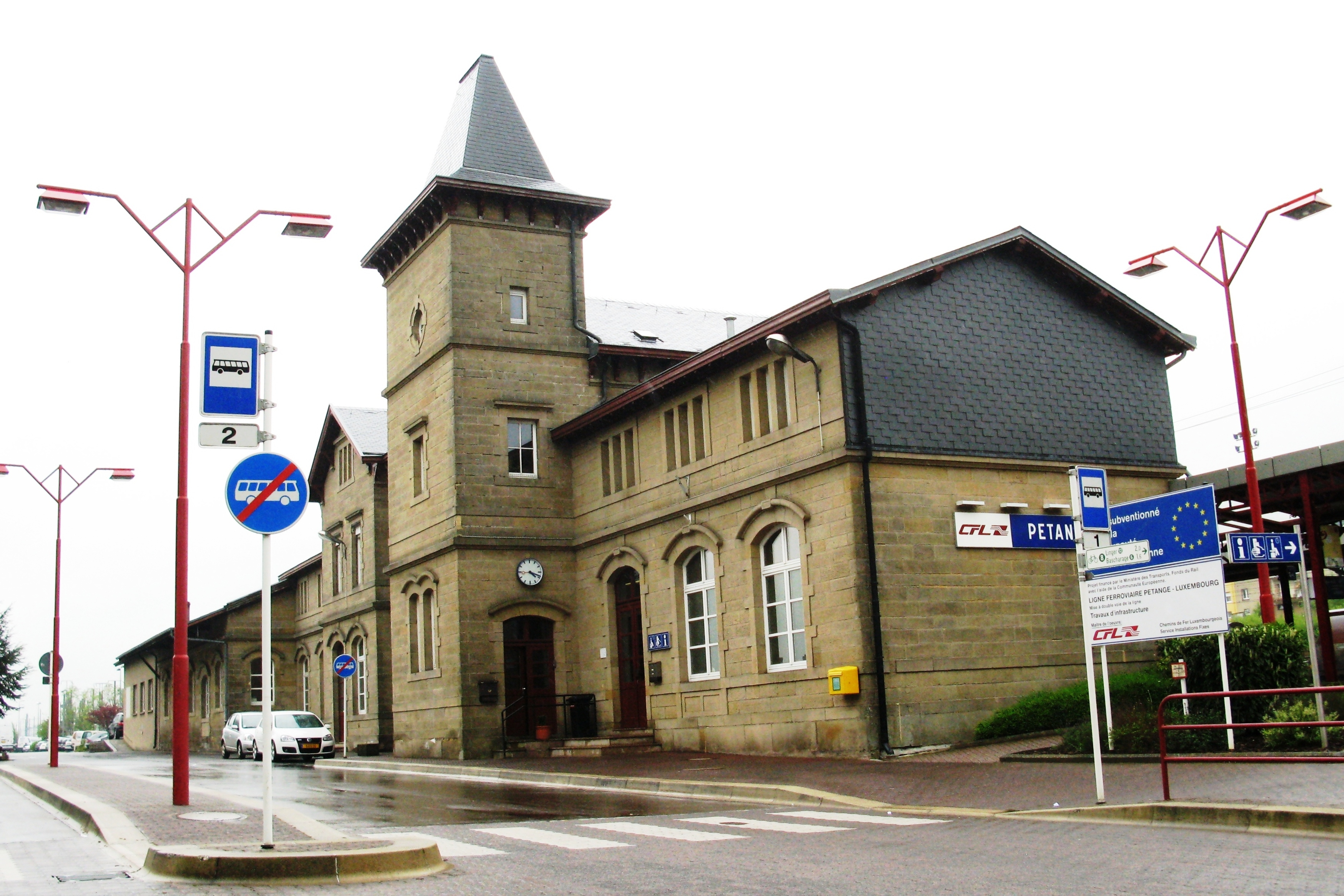
Bahnhof Pétange der Prinz-Heinrich-Bahn

Die Société des chemins de fer Prince-Henri (Prinz-Heinrich-Eisenbahngesellschaft) konstituierte sich im April 1869, das Aktienkapital in Höhe von 12,5 Millionen Franken wurde fast vollständig von der belgischen Bahngesellschaft Société des Bassins Houillers du Hainaut gezeichnet.
Allerdings gab es bei der Konzessionserteilung Richtung Preußen und Frankreich Probleme. Widerstand leistete die konkurrierende GL in Verbindung mit deren Eisenbahnverkehrsunternehmen, der Compagnie des Chemins de fer de l’Est (EST), hinter denen französische Interessen standen. So umfassten die ersten Konzessionen für die Prinz-Heinrich-Bahn nur luxemburgische Strecken sowie eine Verbindung nach Belgien. Die erste Konzession wurde am 15. Juli 1871 erteilt und durch den Staatsvertrag mit Belgien erhielt die Prinz-Heinrich-Gesellschaft die Genehmigung zum Bau der grenzüberschreitenden Strecke Küntzig–Autell-Bas und durfte gemäß Gesetz vom 26. Oktober 1872 an das belgische Bahnnetz anschließen (von Belgien am 23. April 1873 genehmigt). Die Strecke wurde am 3. Juni 1874 in Betrieb genommen. Als staatliche Unterstützung für alle Strecken sollte die Gesellschaft seitens des Großherzogtums Luxemburg das Recht erhalten, Eisenerzlager im Umfang von 5 km² auszubeuten.
Die Prinz-Heinrich-Bahn errichtete ein Streckennetz, das letztendlich sternförmig von Petingen / Pétange ausging und eine weitere Strecke, die – allerdings unter Nutzung von Streckenabschnitten der GL – sich in einem weiten Bogen nördlich der Stadt Luxemburg und entlang der Ostgrenze des Großherzogtums von Diekirch über Echternach und Wasserbillig letztendlich bis nach Grevenmacher erstreckte. Das Netz wurde sukzessive im Wesentlichen zwischen 1873 und 1881 eröffnet, mit einigen späteren Ergänzungen (Übersicht hier).
Am 1. August 1873 wurden die ersten Streckenabschnitte eröffnet:
- Esch an der Alzette–Petingen / Pétange,
- Petingen–Hagen–Kleinbettingen–Steinfort,[1]

Weitere folgten. Noch bevor die erste Strecke eröffnet wurde, legte die Gesellschaft einen neuen Plan für ein weitergehendes Streckennetz vor. Dafür sollte Luxemburg der Gesellschaft weitere 3,5 km² Eisenerzlager zur Ausbeute konzessionieren.
1875, während der Gründerkrise, geriet die Gesellschaft in finanzielle Schwierigkeiten, als das Konsortium von Simon Philippart, zu dem auch der Hauptaktionär gehörte, zusammenbrach. Die Prinz-Heinrich-Bahn erfüllte daraufhin ihre in den staatlichen Konzessionen festgelegten Verpflichtungen nicht. Als verschiedene Sanierungspläne fehlschlugen und sich die Notlage weiter verschärfte, widerrief der Staat am 3. März 1877 die Konzessionen und übernahm den Bahnbetrieb provisorisch selbst. Im April 1877 löste sich die Prinz-Heinrich-Eisenbahngesellschaft auf. Insgesamt hatte sie etwa 100 km Bahnstrecke fertiggestellt, weitere 50 km befanden sich im Bau.

## Zweite Prinz-Heinrich-Eisenbahngesellschaft
Die Aktionäre der Société des chemins de fer Prince-Henri formierten sich neu und gründeten noch im gleichen Jahr die Société luxembougoise des chemins de fer et minières Prince-Henri. Diese übernahm die Konzessionen, die Bahnstrecken und den Fahrzeugpark der ersten Prinz-Heinrich-Bahn-Gesellschaft komplett wieder vom Großherzogtum.
Wichtige und interessante Entwicklungen waren in der Folgezeit: Nachdem das Deutsche Reich 1871 in der Folge des Friedens von Frankfurt, der den Deutsch-Französischen Krieg beendete, auch Lothringen annektierte, bestand eine direkte Bahnverbindung zwischen Frankreich und Luxemburg nicht mehr. Die gemeinsame luxemburgisch-französische Grenze war auf eine Länge von wenigen Kilometern geschrumpft. Aller Eisenbahnverkehr zwischen beiden Ländern musste entweder durch Belgien oder Deutschland geleitet werden. Mit der Bahnstrecke Pétange–Mont-St-Martin beseitigte die Prinz-Heinrich-Bahn das Problem 1886 und schuf für ihr Netz eine erste, auch international bedeutende Verbindung. Diese wurde dann im Jahr 1900 durch eine direkte Strecke zwischen Pétange und der Stadt Luxemburg ergänzt. Eine interessante Entwicklung und ein Sonderfall war der Bau technisch aufwändigen, mit zwei Spitzkehren ausgestatteten Schmalspurbahn Grundhof–Befort, die als letzter Neubau der Prinz-Heinrich-Bahn 1904 in Betrieb ging.

## Ende
1940 besetzte Deutschland im Zuge des Zweiten Weltkriegs das Großherzogtum Luxemburg. Alle betriebenen Bahnstrecken, auch die Prinz-Heinrich-Bahn mit einer Streckenlänge von 190 km, wurden letztendlich der Deutschen Reichsbahn zugeschlagen. Zum 1. Dezember 1940 übernahm die Reichsbahndirektion Saarbrücken die Betriebsführung der Prinz-Heinrich-Bahn, 1942 war sie „in das Eigentum des Reiches übergegangen“. Das Großherzogtum Luxemburg nutzte die Situation nach dem Ende des Zweiten Weltkriegs, um die privatrechtlich organisierten Gesellschaften, die im Großherzogtum zuvor Eisenbahnen betrieben hatten und unter der Reichsbahn vereinigt worden waren, nicht wieder entstehen zu lassen. 1946 wurden alle Bahnen – auch die der vormaligen Prinz-Heinrich-Bahn – in der Société Nationale des Chemins de Fer Luxembourgeois (CFL) vereinigt.

## Fahrzeuge

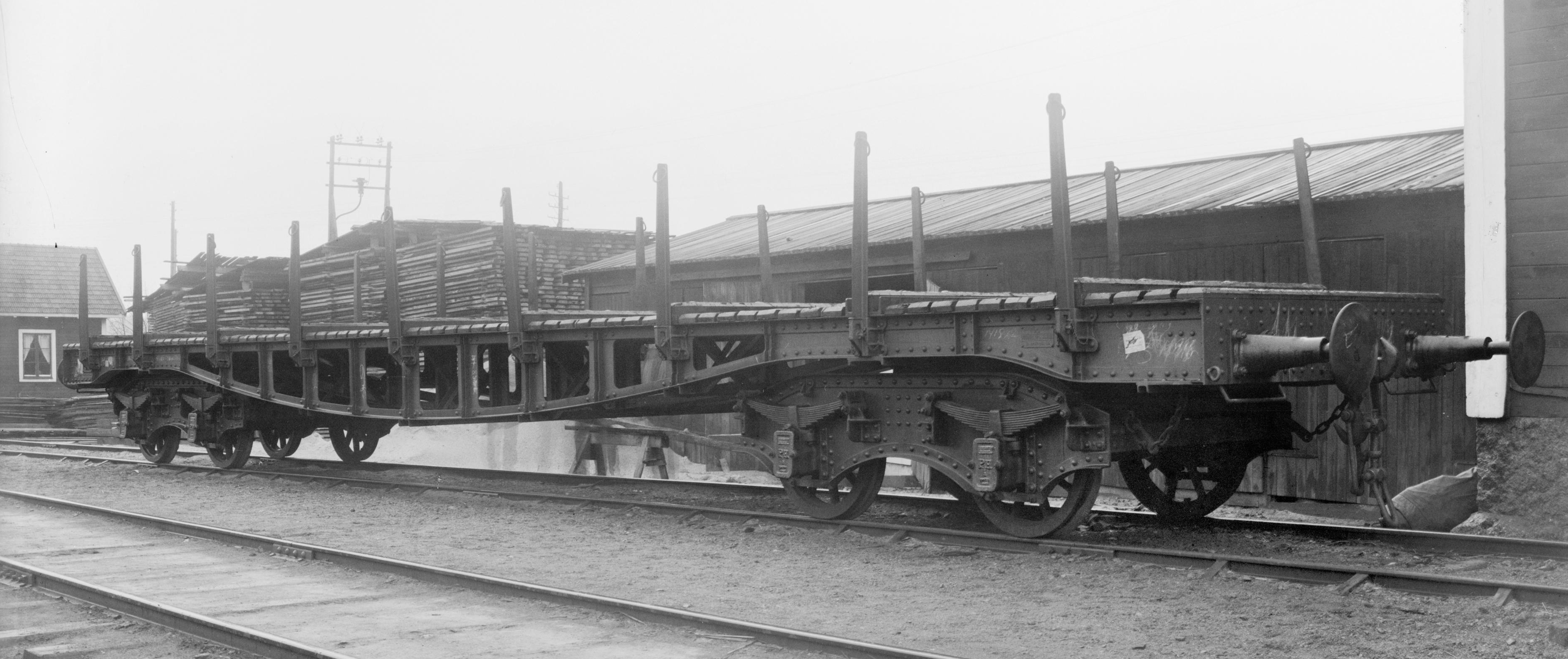
Ab 1911 gebauter Flachwagen-Typ. Zwei Exemplare dieser Bauart sind erhalten geblieben.

Ende 1912 verfügte die Gesellschaft über 57 Lokomotiven, 95 Personenwagen, 46 Gepäckwagen und 2379 Güterwagen. Bis 1935 erhöhte sich der Bestand auf 71 Lokomotiven, 120 Personenwagen, 63 Gepäckwagen und 2535 Güterwagen. Im Jahr zuvor wurde außerdem in den bahneigenen Werkstätten in Petingen ein dreiachsiger Dieseltriebwagen gebaut. Der Motor wurde von Ganz in Budapest geliefert.
In der Anfangszeit waren Güterwagen schwarzbraun gestrichen und hatten weiße Beschriftungen mit rotem Schatten. Sie trugen das Eigentumsmerkmal „Chemin de fer Prince Henri“ auf den Wagenseiten. Nach der Übernahme durch die zweite Gesellschaft wurden die Wagen je nach Verwendung unterschiedlich lackiert. Es gab graue, rotbraune und braune, die aber alle eine gelbe Beschriftung mit schwarzem Schatten bekamen. Als Eigentumsmerkmal wurde dann nur noch „Prince Henri“ angebracht. Teilweise zusätzlich an den Langträgern. Nach 1900 wurden alle neuen Güterwagen hellgrau gestrichen und bekamen eine gelbe Beschriftung. An den Langträgern wurde nur noch „P.H.“ angebracht.